# Rio Stava
Il rio Stava è un torrente situato in val di Stava, laterale settentrionale della val di Fiemme in Trentino, che nasce a passo di Pampeago e sfocia nell'Avisio, il principale corso d'acqua della val di Fiemme.

## Percorso

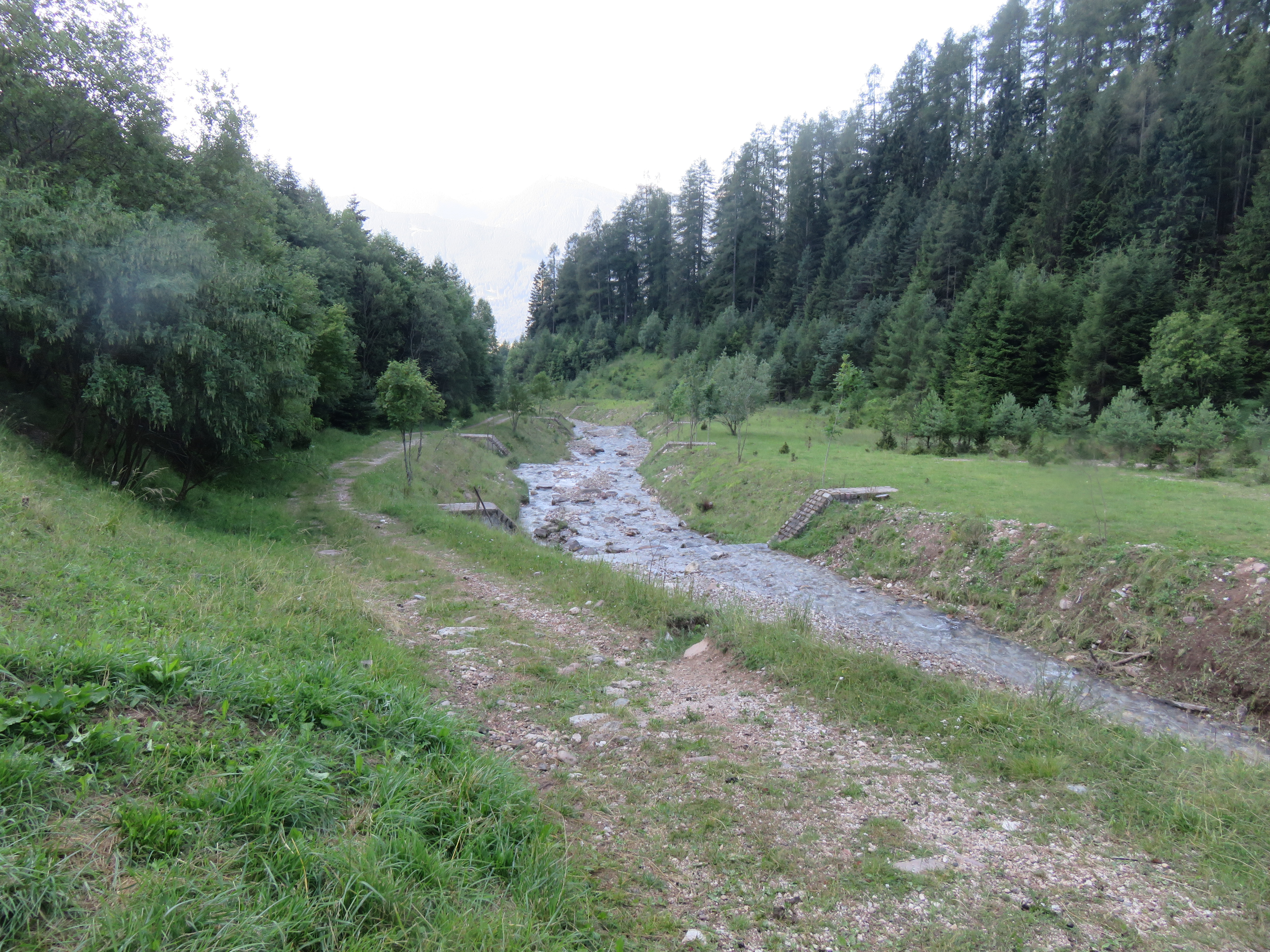
Il torrente prima della conca di Stava

Il torrente nasce a Pampeago, in alta val di Stava. Dopo un lungo e stretto percorso tra curve e piccole cascate continua verso sinistra, seguendo il profilo del monte Prestavel e scorrendo nella zona centrale della valle arriva all'abitato di Stava, che prende nome dal torrente. 
Dopo aver superato la distesa erbosa di Pozzole riceveva le acque reflue del bacino di decantazione della miniera di fluorite situata alle falde del Prestavel. Dopo l'abitato di Stava vi sono le pochissime case di Propian e a seguire Tesero. Oltrepassato Tesero, il rio Stava confluisce nell'Avisio a valle della frazione di Lago.

## Il rio Stava e la tragedia del 1985
La valle del rio Stava il 19 luglio 1985 venne travolta da un'enorme massa d'acqua, fango e detriti che causò enormi distruzioni e 268 morti. Questa tragedia, nota come disastro della Val di Stava, fu causata dal cedimento degli argini dei bacini di decantazione della miniera del monte Prestavel che avvenne alle 12:22 del 19 luglio 1985, provocando morte e distruzione. In pochi secondi la val di Stava venne percorsa da circa 180 milioni di metri cubi di fango, sabbia, limi e acqua. La massa, proveniente da Pozzole, inondò l'abitato di Stava e alcune case di Tesero seguendo il percorso del torrente e distruggendo ogni cosa al suo passaggio.